# Parc mémorial d'Arisugawa-no-miya
Le parc mémorial d'Arisugawa-no-miya (有栖川宮記念公園, Arisugawa Miya Kinen Kōen) situé dans l'arrondissement de Minato à Tokyo. 

## Histoire
Au cours de l'époque d'Edo, le parc appartient à Minonokami Nambu, seigneur féodal de l'ancien domaine de Morioka qui s'en sert comme villa citadine. En 1896, il est acquis par la lignée Arisugawa-no-miya de la famille impériale puis il passe en 1913 à la lignée du prince Nobuhito Takamatsu. En raison de son grand intérêt personnel pour la promotion de la santé des enfants et l'éducation sur la nature, le prince Takamatsu fait don de 36 325 m2 de terrain à Tokyo pour en faire un parc le 5 janvier 1934, anniversaire de la mort du prince Arisugawa Taruhito. La ville commence immédiatement les travaux de construction et le parc mémorial d'Arisugawa-no-miya est inauguré le 17 novembre 1934. Après s'être agrandi pour inclure le terrain de baseball Azabu et des courts de tennis, la superficie totale du parc est à présent de 67 131 m2. En 1975, l'administration du parc est confiée à l'arrondissement de Minato qui en assure encore aujourd'hui la responsabilité.

## Caractéristiques
Le parc, construit sur une colline, est disposé sur plusieurs niveaux. Les collines et vallées en cascade du parc, les étangs et les zones densément boisées sont agencées en harmonie avec le terrain naturel afin d'exprimer une beauté élégante naturelle. Il y a au fond une zone densément boisée avec des ruisseaux, des cascades, des ponts et des étangs. Sur un niveau au-dessus, il y a une grande place avec une aire de jeux pour enfants située juste à côté. La place est dominée par une statue équestre du prince Arisugawa Taruhito. Il y a aussi les petites statues du livreur de journaux et de la jeunesse jouant de la flûte. De l'autre côté de la place se trouve la bibliothèque métropolitaine de Tokyo (en).
S'élevant au-dessus du paysage, l'ange soufflant dans une trompette d'or est situé au sommet de la flèche du Tokyo Mormon Temple de l'autre côté de la route.<!- ajoute un autre aspect à la plupart des paysages disponibles dans le parc.

## Emplacement
Le parc, situé à environ 2 minutes de la station de métro Hiroo, est bordée de constructions diverses telles que l'hôpital Aiiku vers le nord, le magasin d'épicerie National Azabu au sud, et l'ambassade d'Allemagne voisine National Azabu.